# Бітки (село)
Бітки (рос. Битки) — село у Сузунському районі Новосибірської області Російської Федерації.
Входить до складу муніципального утворення Бітковська сільрада. Населення становить 1184 особи (2010).

## Історія
Згідно із законом від 2 червня 2004 року органом місцевого самоврядування є Бітковська сільрада.

## Населення
| 2002 | 2007  | 2010  |
| ---- | ----- | ----- |
| 1493 | ↘1258 | ↘1184 |